# Misticismo cuántico
El misticismo cuántico es la creencia pseudocientífica de que las leyes de la mecánica cuántica incorporan ideas místicas similares a aquellas encontradas en ciertas tradiciones religiosas orientales, o en creencias de la "Nueva Era", tratando esta unión como si fuera una ciencia natural o una prueba de validez científica de sus creencias; y no como lo que es, una nueva perspectiva filosófica de caracter metafísico elaborada a partir de estos conceptos científicos (Metafísica cuántica). El misticismo cuántico, debido a su lejanía con el método científico, es considerado una pseudociencia o quackery.
Las ideas del misticismo cuántico son catalogadas "quackery cuántico" por escépticos para describir esta creencia, término que los partidarios de esta creencia niegan. Críticos como el escritor de ciencia ficción Greg Egan y la autora Margaret Wertheim, junto con varios científicos como Juan Ignacio Cirac Sasturain, opinan que el misticismo cuántico es una perversión de la física cuántica realizada por promotores mal informados de la pseudociencia.

## Historia

### Controversia temprana y resolución
Olav Hammer afirma que Werner Heisenberg estaba tan interesado en la India que recibió el apodo de "El Buda". "Sin embargo", afirma Hammer, "en Física y Filosofía de Heisenberg (1959) no hay ningún rastro sustancial de misticismo cuántico"; y añade "De hecho, Heisenberg discute ampliamente y respalda la interpretación de Copenhague, decididamente no mística". Hammer también afirma que "los estudios de Schrödinger sobre el misticismo hindú nunca le obligaron a seguir el mismo curso que metafísicos cuánticos como David Bohm o Fritjof Capra". Hammer cita al biógrafo de Schrödinger, Walter J. Moore, según el cual estos dos intereses (la física cuántica y el misticismo hindú) estaban "extrañamente disociados".
A pesar de que cada vez se cree en paralelismos entre conceptos de la mecánica cuántica y el misticismo, realmente no hay pruebas científicas que apoyen esta relación como una unión científica de ambos conceptos; quedando así solo como un concepto metafísico mas moderno en el ámbito de la filosofía. Un artículo titulado "'Misticismo' en la mecánica cuántica: La controversia olvidada", escrito por Juan Miguel Marín, aborda la controversia de dicho debate. Uno de los primeros argumentos fue iniciado por Charles Seife. Dijo que la conciencia era un factor en los procesos cuánticos. Otro argumento fue el de Eugene Wigner, que se considera la persona original que introdujo la "cuestión mente-cuerpo". Marin argumenta que ninguna de las teorías resultantes del artículo de Wigner eran relevantes (2009) debido al hecho de que "no sólo se introdujo la conciencia hipotéticamente en el nacimiento de la física cuántica, sino que el término "místico" fue utilizado por sus fundadores, para argumentar a favor y en contra de tal introducción." Estas afirmaciones son argumentadas posteriormente por hombres como Albert Einstein. Einstein, a pesar de no estar de acuerdo con el misticismo, se convierte en un elemento básico para el misticismo (falsamente) por el público. Varias personas afirman que los aspectos místicos y Einstein no se mezclaban, pero de alguna manera algunas personas parecían pensar que sus teorías contribuían a la creencia del misticismo. Marin cita a Einstein diciendo. "Ningún físico cree eso. Si no, no sería físico". Debate varios argumentos sobre la aprobación del misticismo, incluso afirma falsamente que Bohr apoya y sostiene una creencia positiva en el misticismo. Según Marin, "Einstein acusó a Niels Bohr de misticismo", lo que cree que es falso, al tiempo que afirma que "Pauli" plantó "hipótesis místicas" (2009). Como resultado de esta acusación, el misticismo recibió su fundamento de conocimiento común. Marin se centra en la controvertida concepción del misticismo al describir las relaciones entre Bohr y Einstein. Bohr intenta en repetidas ocasiones limpiar su nombre y el malentendido, pero en vano, está perdido. Marin afirma: "Ya en 1927, encontramos a Bohr rechazando la hipótesis que afirma que la teoría cuántica requiere un observador consciente". Con el tiempo, Bohr cambia gradualmente su opinión sobre este tema. "Ciertamente, simpatizaba con la hipótesis de que la comprensión de la conciencia podría requerir una extensión de la teoría cuántica para dar cabida a otras leyes distintas de las de la física". Bohr nunca afirma rotundamente que esté de acuerdo con el misticismo en el campo de la ciencia, pero da a entender que puede ser algo que merezca la pena estudiar y que posiblemente pueda conducir a avances. Otro ámbito de controversia suscitado por Marin fue el concepto de Einstein y el "aspecto místico".

### Wigner
En 1961, Eugene Wigner escribió un artículo titulado "Remarks on the mind-body question" (Observaciones sobre la cuestión mente-cuerpo en español), en el que sugería que un observador consciente desempeñaba un papel fundamental en la mecánica cuántica, una parte de la interpretación von Neumann-Wigner. Aunque su artículo serviría de inspiración para posteriores trabajos místicos de otros, las ideas de Wigner eran principalmente filosóficas y no se consideran "en el mismo terreno" que el misticismo que vendría después. A finales de la década de 1970, Wigner había cambiado su posición y rechazaba el papel de la conciencia en la mecánica cuántica.

### Apropiación por parte del pensamiento New Age
A principios de la década de 1970, la cultura de la Nueva Era comenzó a incorporar ideas de la física cuántica, empezando por los libros de Arthur Koestler, Lawrence LeShan y otros que sugerían que los supuestos fenómenos parapsicológicos podían explicarse mediante la mecánica cuántica. En esta década surgió el Grupo Fundamental Fysiks, un grupo de físicos que abrazaron el misticismo cuántico mientras se dedicaban a la parapsicología, la Meditación Trascendental y diversas prácticas místicas de la Nueva Era y de Oriente. Inspirado en parte por Wigner, Fritjof Capra, miembro de dicho grupo, escribió El Tao de la Física, un libro que propugnaba la física cuántica de la Nueva Era y que ganó popularidad entre el público no científico. En 1979 se publicó The Dancing Wu Li Masters, de Gary Zukav, un no científico y "el más exitoso de los seguidores de Capra". Se sostiene que el Grupo Fundamental Fysiks es uno de los agentes responsables de la "enorme cantidad de tonterías pseudocientíficas" que rodean las interpretaciones de la mecánica cuántica.

### Uso moderno y ejemplos
En contraste con el misticismo de principios del siglo XX, hoy en día el misticismo cuántico suele referirse a su encarnación en la Nueva Era, que pretende combinar el misticismo antiguo con la mecánica cuántica. Calificada de pseudociencia y de "secuestro" de la física cuántica, se basa en "similitudes casuales de lenguaje más que en conexiones genuinas" con la mecánica cuántica. El físico Murray Gell-Mann acuñó la frase " hazmerreír cuántico" para referirse al mal uso y la mala aplicación de la física cuántica a otros temas.

## Popularización
Un libro popular sobre este tema durante década de 1970 fue El Tao de la Física, de Fritjof Capra, en donde el autor explora los supuestos los paralelismos entre la física cuántica y los principios del aprendizaje místico oriental. Esto fue tomado en los años '80 por la pseudociencia Hindutva, que fue extrapolada de las declaraciones de Vivekananda, sosteniendo que

"las conclusiones de la ciencia moderna son las mismas conclusiones que alcanzaron los Vedāntas hace años".

 Se intentaron relacionar así conceptos de física tales como gravedad, electricidad, magnetismo y otras fuerzas con la mística noción védica de Prana.
De manera similar, la película del 2004 ¿¡Y tú qué sabes!? hizo un uso controvertido de las ideas sobre mecánica cuántica, entre otras ciencias, en un contexto de la New Age. Esta película ha sido fuertemente criticada por la comunidad científica y ha sido calificada como un "docudrama pseudocientífico".
Las teorías de mente cuántica han dado pie a pseudociencias como la meditación cuántica, al presentar bases supuestamente inspiradas por la física cuántica para prácticas de meditación. Entre éstas pseudociencias se encuentra la curación cuántica, que asegura que a través de efectos de mecánica cuántica, la mente puede curar el cuerpo. La curación cuántica evoca el entrelazamiento cuántico y el efecto del observador para concluir que la conciencia de un sanador puede tener impacto en el cuerpo de otra persona. Su eficacia como terapia no ha sido demostrada y sus afirmaciones sobre la física cuántica son incorrectas, ya que los aspectos más antiintuitivos de la física cuántica no se presentan para sistemas macroscópicos como las personas.
A raíz de la popularización del término "cuántico" están proliferando las pseudociencias que incluyen dicho término para aparentar tener carácter científico. Ejemplos son el "coaching cuántico", la bioneuroemoción o la homeopatía cuántica. Ninguna de estas pseudociencias ha sido avalada por la experimentación, ni están aceptadas por la comunidad científica. Su conexión con la física cuántica no es real, sino que se basa en interpretaciones no demostradas de la misma y en un mal uso de términos científicos. La comunidad científica es muy crítica con este tipo de pseudociencias, principalmente con la que se relacionan con la medicina.

#### Registros akáshicos
En mecánica cuántica, muchos autores aceptan la idea de que la información sobre un sistema físico no se destruye aunque puede ser inaccesible.  A partir de ello se ha asociado lo indicado al concepto de los Registros akáshicos, en el cual postulan que la información es recuperable.[cita requerida]

## Críticas

### Refutaciones por físicos y místicos
El físico británico Sir Arthur Eddington rechazó el concepto de que el misticismo y la física tenían algo más que una relación metafórica. Eddington explicó la tentación y por qué él sentía que debe ser evitada. 

"Debemos sospechar una intención de que Dios sea reducido a un sistema de ecuaciones diferenciales. Ese fiasco (el misticismo cuántico) debe ser evitado a cualquier precio. Sin bien muchas de las ramificaciones de la física deben ser extendidas por descubrimientos científicos posteriores, debido a su propia naturaleza no pueden serlo desde un trasfondo en el cual tengan su ser".

Como respuesta a resultados de violaciones de la desigualdad de Bell, los que sembraban dudas sobre interpretaciones de las variables ocultas, el físico Heinz Pagels rechazó explícitamente cualquier nexo entre los fenómenos sobrenaturales comúnmente asociados con el misticismo y la mecánica cuántica, escribiendo:

"Algunos adeptos del trabajo de Bell respecto a la desigualdad de Bell han llegado a proclamar que la telepatía está verificada o que la creencia mística de que todas las partes del universo están conectadas ha sido validada. Otros aseguran que esto implica la posibilidad de comunicación a velocidades superiores a la de la luz. Eso son disparates; la teoría cuántica y las desigualdades de Bell no dan validez a nada de lo expuesto. Las personas que realizan estas declaraciones han reemplazado a la comprensión por una fantasía que calme sus deseos. Si examinamos detenidamente el Experimento de Bell veremos un pedacito del juego de manos de Dios que juega a los dados, lo que descarta influencias no locales. Tal como pensamos que hemos capturado una bestia realmente rara --como las influencias sin causa-- así escapa de nuestro alcance. La propiedad de escaparse de la realidad cuántica es de nuevo manifestada."

De la misma forma algunos místicos dudan que la física cuántica y el misticismo describan el mismo reino. Tom Huston, en una revisión de la película ¿¡Y tú qué sabes!? para la revista What is Enlightment? escribió:

"La física cuántica trabaja con lo abstracto, el análisis simbólico de espacio-tiempo físico, el tiempo, la materia, y la energía aún en sus niveles más insignificantes, el vacío cuántico. El misticismo trata con la comprensión directa del Origen trascendente de todas esas cosas. La primera es un sistema matemático que involucra un estudio intelectual intenso, y la última es una disciplina espiritual que implica la trascendencia de la mente intelectual en su conjunto. Esto es aparentemente sólo una interpretación muy vaga de los físicos, y una vaga interpretación del misticismo, que permite su supuesta convergencia --y abre la puerta a la idea aún más alocada-- que por beber algo de este menjurje cuántico-místico, serás capaz de crear tu propia realidad".

Roger Penrose plantea:

Creo que debemos considerar seriamente la posibilidad de que la mecánica cuántica sea sencillamente errónea cuando se aplica a cuerpos macroscópicos

### Parodias
En 1998 Deepak Chopra fue premiado por el Premio Ig Nobel en física por "su interpretación única de la física cuántica que la hace aplicable a la vida, la libertad, y la búsqueda de la felicidad económica.". Él recibió este 'honor' por escribir cosas como: 

La curación cuántica es curar el cuerpo/mente a un nivel cuántico. Esto significa, desde un nivel que no se manifiesta a nivel sensorial. Nuestro cuerpos son últimamente campos de información, inteligencia y energía. La curación cuántica incluye un cambio en los campos de información de la energía, para lograr corregir una idea que se ha tomado erróneamente. Por ende, la curación cuántica involucra curar un modo de conciencia, la mente, para realizar cambios en otro modo de conciencia, el cuerpo.
Deepak Chopra